# Андски длакави оклопник
Chaetophractus nationi је сисар из реда Cingulata. 

## Угроженост
Ова врста се сматра рањивом у погледу угрожености врсте од изумирања.

## Распрострањење
Ареал врсте је ограничен на мањи број држава. Врста је присутна у следећим државама: Боливија и Чиле.

## Станиште
Станиште врсте је подручје травне вегетације у вишим пределима. Врста је по висини распрострањена до 3500 метара надморске висине, на планинском венцу Анда у Јужној Америци.